# Nihal Sarin
Dans ce nom indien, Sarin est le prénom du père et Nihal est le nom personnel.
Nihal Sarin ou Nihal est un joueur d'échecs indien né le 13 juillet 2004.
Au 1er août 2022, Sarin est le huitième joueur indien et le dixième joueur mondial (moins de vingt ans) avec un classement Elo de 2 651 points.

## Biographie et carrière
Champion du monde des moins de 10 ans en 2014, Sarin a réalisé sa troisième norme de grand maître international lors de l'open d'Abu Dhabi 2018 à l'âge de 14 ans et 1 mois, devenant le douzième grand maître international le plus précoce de l'histoire des échecs.
Lors du championnat du monde de blitz disputé à Saint-Pétersbourg en décembre 2018, il finit onzième avec 13,5 points sur 21.
En août 2022, il marque 7,5 points sur 10 au deuxième échiquier de l'équipe d'Inde 2 et remporte la médaille d'or individuelle au deuxième échiquier et la médaille de bronze par équipe.
Après ce succès, il finit troisième ex æquo (sixième au départage) de l'open d'Abou Dabi avec 6,5 points sur 9.

### Coupes du monde
Lors de la Coupe du monde d'échecs 2021, il bat l'Ougandais Arthur Ssegwanyi au premier tour, puis il bat le Russe Sanan Siouguirov au deuxième tour et perd au troisième tour face au Russe Dmitri Andreïkine.
| Année | Lieu            | Résultat       | Ultime adversaire         | Adversaires battus                                     |
| ----- | --------------- | -------------- | ------------------------- | ------------------------------------------------------ |
| 2019  | Khanty-Mansiïsk | deuxième tour  | Eltaj Safarli             | Jorge Cori                                             |
| 2021  | Sotchi          | troisième tour | Dmitri Andreïkine         | Arthur Ssegwanyi Sanan Siouguirov                      |
| 2023  | Bakou           | quatrième tour | Rameshbabu Praggnanandhaa | (exempt au 1er tour) Axel Bachmann, Bogdan-Daniel Deac |